# Coenraet Roepel

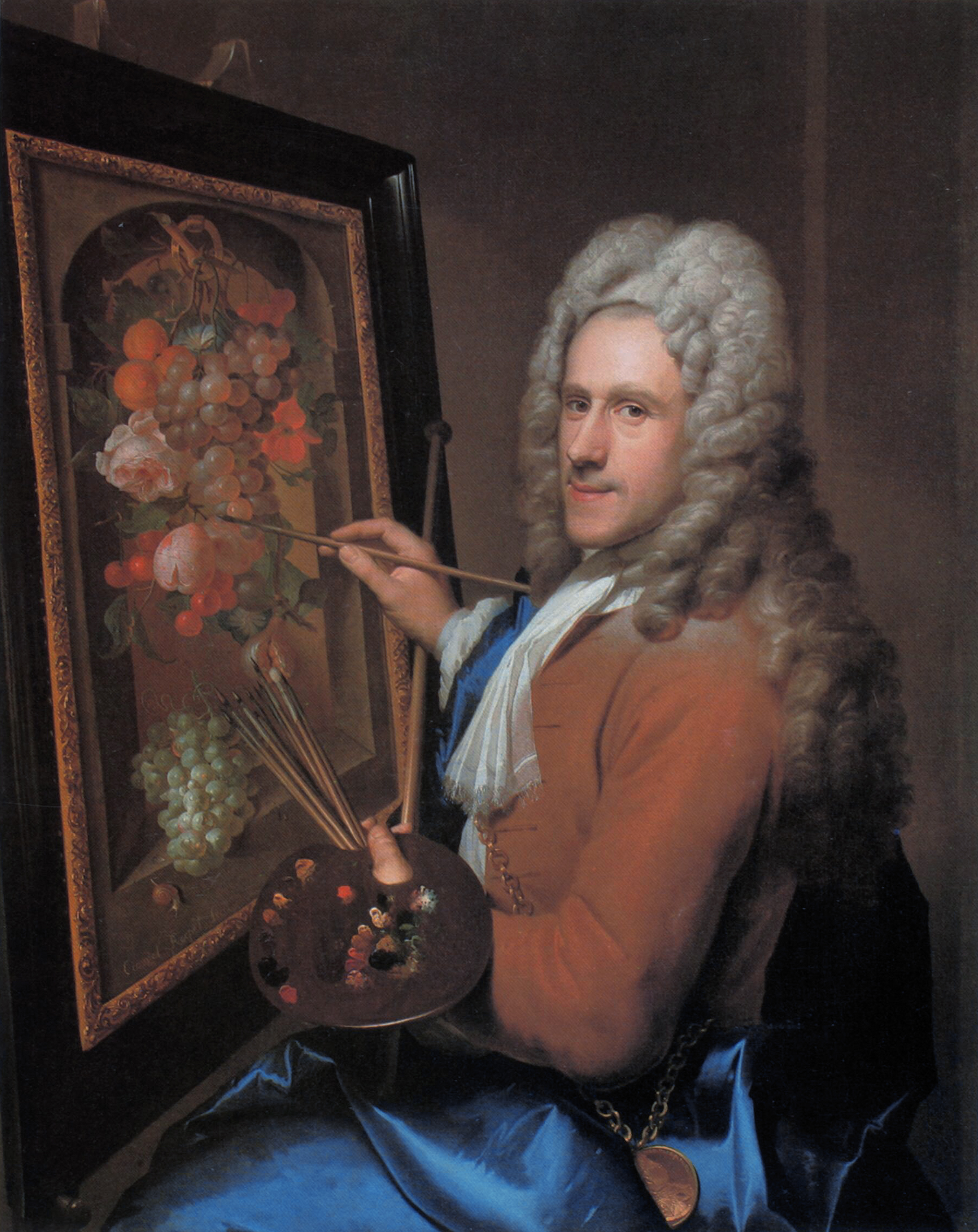
Coenraet Roepel (Richard van Bleeck und Coenraet Roepel)

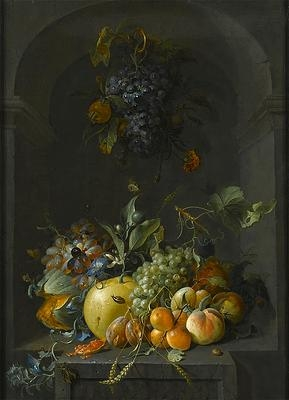
Stillleben (Öl auf Leinwand;
85,1 × 57,8 cm)

Coenraet Roepel (* 1678 in Den Haag; † 1748 ebenda) war ein holländischer Maler.

## Leben
Der Porträtmaler Constantyn Netscher wurde sein Lehrer. Roepel malte bevorzugt Stillleben mit Blumen und Früchten und arbeitete zusammen mit Matthias Terwesten. Er schrieb sich bei der Confrerie Pictura im Jahre 1718 ein. Werke, die Roepel zugeschrieben werden, sind bekannt von 1715 bis 1738.

## Werke
Werke von Roepel sind zu finden in der
- Gemäldegalerie in Leipzig, dem
- Rijksmuseum in Amsterdam, der
- Alten Pinakothek in München und dem
- Nationalmuseum in Prag.